# The Mystery of the Druids
The Mystery of the Druids est un jeu d'aventure sur PC sorti en décembre 2001.

## Histoire
Le héros de l'histoire est Brent Halligan, un inspecteur de Scotland Yard chargé d'enquêter sur une série de meurtres très étrange. Très vite il découvrira que ces meurtres sont liés à un rituel de druide datant du Moyen Âge. Brent va alors faire équipe avec Mélanie Turner, la fille du conservateur du musée anthropologique d'Oxford, pour tenter d'empêcher une secte très puissante composée d'hommes très influents dans la société et leur chef, Lord Sinclair, "d'accomplir le rituel final" , un rituel druidique leur permettant de dominer le monde.
Aidés par Arthur Blake, un spécialiste des rites anciens, les deux protagonistes remonteront le cours du temps pour se rendre au Moyen Âge et ainsi tenter d'empêcher que s'accomplisse le rituel.

## Outils développés autour du jeu
Après la sortie du jeu, le studio de développement House of Tales a sorti un petit outil qu'il a nommé Music of the Druids permettant aux joueurs possédant le CD original du jeu d'écouter les musiques de Mystery of the Druids sans avoir besoin de lancer le jeu.

## Accueil
- Adventure Gamers : 2/5[3]